# Aruba aux Jeux olympiques d'été de 2012
Aruba participe aux Jeux olympiques d'été de 2012 à Londres au Royaume-Uni du 27 juillet au 12 août 2012. Il s'agit de sa 7e participation à des Jeux d'été.

## Judo
Aruba a eu 1 judoka invité.
| Athlète        | Épreuve               | 1/32 de finale      | 1/16 de finale          | 1/8 de finale       | Quarts de finale    | Demi-finales        | Repêchage 1         | Repêchage 2         | Finale              | Finale |
| Athlète        | Épreuve               | Adversaire Résultat | Adversaire Résultat     | Adversaire Résultat | Adversaire Résultat | Adversaire Résultat | Adversaire Résultat | Adversaire Résultat | Adversaire Résultat | Rang   |
| -------------- | --------------------- | ------------------- | ----------------------- | ------------------- | ------------------- | ------------------- | ------------------- | ------------------- | ------------------- | ------ |
| Jayme Lee Mata | Moins de 66 kg hommes | exempt              | Sugoi Uriarte 0000/1000 | -                   | -                   | -                   | -                   | -                   | -                   | -      |

## Haltérophilie
Homme
| Athlète        | Épreuve     | Arraché  | Arraché | Épaulé-jeté | Épaulé-jeté | Total | Rang |
| Athlète        | Épreuve     | Résultat | Rang    | Résultat    | Rang        | Total | Rang |
| -------------- | ----------- | -------- | ------- | ----------- | ----------- | ----- | ---- |
| Carl Henriquez | + de 105 kg | 122      | 18e     | 160         | 18e         | 282   | 18e  |

## Natation
Hommes
| Athlète        | Épreuve          | Séries | Séries     | Demi-finales | Demi-finales | Finale       | Finale       |
| Athlète        | Épreuve          | Temps  | Classement | Temps        | Classement   | Temps        | Classement   |
| -------------- | ---------------- | ------ | ---------- | ------------ | ------------ | ------------ | ------------ |
| Jemal Le Grand | 100 m nage libre | 51.86  | 40         | Non qualifié | Non qualifié | Non qualifié | Non qualifié |

Femmes
| Athlète               | Épreuve          | Séries  | Séries     | Demi-finales | Demi-finales | Finale        | Finale        |
| Athlète               | Épreuve          | Temps   | Classement | Temps        | Classement   | Temps         | Classement    |
| --------------------- | ---------------- | ------- | ---------- | ------------ | ------------ | ------------- | ------------- |
| Daniella van den Berg | 800 m nage libre | 9:23.21 | 34         | NC           | NC           | Non qualifiée | Non qualifiée |